# Triphyllozoon inornatum
Triphyllozoon inornatum är en mossdjursart som beskrevs av Harmer 1934. Triphyllozoon inornatum ingår i släktet Triphyllozoon och familjen Phidoloporidae. Inga underarter finns listade i Catalogue of Life.